# NEW PARADISE
〈NEW PARADISE〉(뉴 파라다이스)는 w-inds.의 일곱 번째 싱글이다. 2002년 11월 13일 FLIGHT MASTER에서 발매하였다.

## 개요
- 오리콘 차트 처음 등장, 2위를 기록하였으며, 2002년 제53회 《NHK 홍백가합전》에 첫 출장하였다.
- 싱글로써는 처음으로 CCCD(Copy Control CD/복사방지 CD)로 발매되었다.
- 첫회 특전으로서 오리지널 포켓 달력(전체 4종)이 봉입되어 있었다.

## 수록곡
1. NEW PARADISE
2. Best of My Love
3. NEW PARADISE ~CANDY Future Remix~
4. NEW PARADISE (Instrumental)

작사, 작곡, 편곡 : 하야마 히로아키
Rap 작사 : 아쿠츠 켄타로 (#1,3)
리믹스 : CANDY (#3)

## 차트 성적
- 최고순위 2위 (오리콘)